# Наполеон (фильм, 2023)
«Наполео́н» (англ. Napoleon) — эпический исторический фильм режиссёра и продюсера Ридли Скотта по сценарию Дэвида Скарпы. Рассказывает о приходе Наполеона Бонапарта к власти и его отношениях с женой Жозефиной. Наполеона сыграл Хоакин Феникс (который также является продюсером), Жозефину — Ванесса Кирби. 22 ноября 2023 года картина вышла в прокат, 9 января 2024 года начался цифровой релиз. Сборы фильма по всему миру составили 218 миллионов долларов при бюджете 130—200 миллионов. Отзывы критиков были неоднозначными: фильм хвалили за батальные сцены и постановку, но при этом критиковали за исторические неточности.

## Сюжет
Действие фильма начинается в 1793 году. Молодой офицер Наполеон Бонапарт наблюдает за казнью королевы Марии-Антуанетты. Позже он предлагает комиссару Полю Баррасу план взятия Тулона и лично ведёт солдат на ночной штурм, который заканчивается победой. В 1795 году Бонапарт подавляет восстание роялистов в Париже, расстреляв толпу из пушек. Он женится на вдове аристократа Жозефине де Богарне; несмотря на бурную сексуальную жизнь, этот брак остаётся бездетным.
В 1798 году Бонапарт высаживается в Египте и одерживает победу в Битве у пирамид, но спешит домой, когда узнаёт, что у Жозефины есть любовник. Вожди Директории обвиняют его в дезертирстве, он выдвигает встречные обвинения и совершает государственный переворот, заняв пост первого консула. В 1804 году папа римский коронует Наполеона как императора французов. Министр иностранных дел Талейран предлагает Австрии союз, но получает отказ. Начинается война, Наполеон побеждает австрийцев и русских при Аустерлице. Он принуждает к миру Австрию, в 1807 году заключает союз с Александром I. Мать Наполеона заставляет его провести ночь с 18-летней девушкой, та беременеет, и это становится доказательством бесплодия Жозефины. В 1810 году Наполеон разводится с женой, сохранив хорошие отношения с ней, и женится на Марии-Луизе, дочери Франца II. Через год та рожает сына.
В 1812 году Наполеон вторгается в Россию. Происходит кровавое Бородинское сражение, французы вступают в опустевшую Москву. Ночью Наполеон просыпается от шума и зарева, так как в городе начался пожар. Французская армия оказывается в сердце вражеской страны посреди зимы. Наполеон приказывает отступать, от полумиллионной армии остаётся от силы 40 тысяч человек. В 1814 году ему приходится отречься от престола и отправиться на остров Эльба. Спустя год Наполеон узнаёт, что Жозефина вернулась к светской жизни. Он покидает остров и высаживается во Франции, все войска переходят на его сторону. Жозефина умирает от дифтерии до приезда Наполеона. Союзники спешно стягивают огромные силы, при Ватерлоо они одерживают окончательную победу. Наполеона ссылают с несколькими слугами на остров Святой Елены посреди Атлантического океана. В ссылке он пишет мемуары и излагает слушателям версию истории, в которой он всегда прав. Наполеон умирает в 1821 году, услышав, как Жозефина зовёт его на новую встречу.
Фильм содержит шесть масштабных батальных сцен: в частности, это битвы при Тулоне, Пирамидах, Аустерлице, Бородино и Ватерлоо.

## В ролях
- Хоакин Феникс — Наполеон I, император французов[8][9]
- Ванесса Кирби — Жозефина, первая жена Наполеона
- Тахар Рахим — Поль Баррас, член Директории
- Руперт Эверетт — Артур Уэлсли, 1-й герцог Веллингтон[10]
- Бен Майлс — Арман де Коленкур, дипломат и советник Наполеона[11]
- Людивин Санье — Тереза Тальен
- Мэтью Нидъэм — Люсьен Бонапарт, брат Наполеона[12]
- Джон Холлингворт — маршал Ней[13]
- Юсеф Керкур — маршал Даву[14]
- Шинейд Кьюсак — Летиция Рамолино, мать Наполеона
- Фил Корнвелл — палач Сансон[15]
- Янис Нивёнер — Ипполит Шарль
- Майлз Джапп — Франц II, первый император Австрии (с 1804)
- Иэн Макнис — Людовик XVIII, король Франции в 1814—1824 годах (де-юре с 1795 года)
- Пол Рис — Шарль-Морис Талейран, французский политик и дипломат[16]
- Эдуард Филиппона — Александр I, российский император
- Катрин Уолкер — Мария-Антуанетта, королева Франции
- Марк Боннар — генерал Андош Жюно[17]
- Гэвин Споукс — Жан-Франсуа Мулен, член Директории
- Анна Маун — Мария-Луиза Австрийская, вторая жена Наполеона
- Давиде Туччи — генерал Гош

## Создание и релиз
Идея создания фильма о Наполеоне принадлежит самому Ридли Скотту, который стал режиссёром проекта. Сценарий написал Дэвид Скарпа (он сотрудничал со Скоттом на съёмках картины «Все деньги мира»). Изначально съёмки должна была финансировать студия Fox Film, но её этот проект, по-видимому, не заинтересовал, и в январе 2021 года права на картину выкупила компания Apple. Соответственно фильм должен выйти на  Apple TV+. Его рабочим названием было «Маренго», но позже картина получила название «Наполеон». Общий бюджет проекта составил 130—200 миллионов долларов.
В октябре 2020 года стало известно, что роль Наполеона сыграет Хоакин Феникс. В марте 2021 года к проекту присоединилась Джоди Комер, которая должна была сыграть Жозефину, однако позже её место заняла Ванесса Кирби. В феврале 2022 года к проекту присоединился Тахар Рахим, получивший роль Барраса. Съёмки начались в январе 2022 года. Линкольнский собор заменил Собор Парижской Богоматери, форт Рикасоли в Калкаре на Мальте — Тулон, где Наполеон одержал свою первую победу.
10 июля 2023 года на YouTube-канале Apple TV+ вышел первый трейлер фильма. Премьера состоялась 14 ноября 2023 года в парижском зале Плейель. 22 ноября того же года «Наполеон» вышел в прокат, 9 января 2024 года начался цифровой релиз. 1 марта 2024 года фильм появился на платформе Apple TV+.

## Оценки
На сайте Rotten Tomatoes фильм получил рейтинг 60 % при средней оценке 6,3 из 10, на Metacritic — 64 балла из 100, что соответствует статусу «преимущественно положительные отзывы». Зрители, опрошенные CinemaScore, поставили фильму среднюю оценку «B-» по шкале от A+ до F, опрошенные сервисом PostTrak поставили положительную оценку в 72 % случаев. При этом 46 % зрителей заявили, что определённо рекомендуют фильм.
Сразу после выхода трейлера фильм начали критиковать за вольное обращение с историческими реалиями. Критики отмечают, в частности, что Наполеон не мог присутствовать при казни Марии-Антуанетты 16 октября 1793 года, что бывшая королева не могла взойти на эшафот с длинными волосами, что французская армия не расстреливала из пушек пирамиды во время египетского похода. С другой стороны, киновед Алексей Гусев, признавая за режиссёром право на вольность в обращении с историческим материалом, сурово раскритиковал не только актёрскую работу Хоакина Феникса, но и режиссёрский подход и замысел Ридли Скотта в целом: «Вялый, рыхлый, выдающий невзрачность за сдержанность, вспыхивающий иногда эффектными сценами вроде подводных съемок при Аустерлице, неспособными наладить какую бы то ни было связность повествования (скорее уж разрушающими её окончательно), — он если и способен развенчать какой бы то ни было миф, то скорее о Ридли Скотте, нежели о Наполеоне».
Многие критики высоко оценили эпические масштабы фильма, батальные сцены, игру Феникса и Кирби. Французские критики в целом оказались настроены более негативно, чем британские и американские: они писали о бессмысленности происходящего на экране, о скуке, исторической фрагментарности и множестве искажений фактов. Рецензент издания GQ счёл картину «неуклюжей, неестественной и непреднамеренно смешной». Патрис Гениффи, видный историк, изучающий эпоху Наполеона, в интервью Le Point назвал фильм «антифранцузским и очень пробританским».
Питер Брэдшоу в рецензии для The Guardian поставил фильму пять звезд и назвал его «захватывающим», а игру Феникса — ключом к этому зрелищу. Венди Айд из The Observer оценила «Наполеона» только на три балла из пяти как «крепкую эпопею», которая изо всех сил пыталась «показать, что двигало» полководцем, но за пределами батальных сцен преуспела далеко не во всём. Николас Барбер из BBC был впечатлён сценами сражений, игрой Кирби и Феникса. Джонни Олексински из New York Post написал: «Очень жаль, что Скотт не смог достаточно изучить характер одного из величайших в истории военных лидеров и вместо этого позволил потакающему своим желаниям Фениксу пролететь над гнездом кукушки». Фил де Семилен из Time Out поставил фильму три балла из пяти, отметив, что при всей его насыщенности и зрелищности Скотту явно не хватает вкуса.